# Исаврийская династия

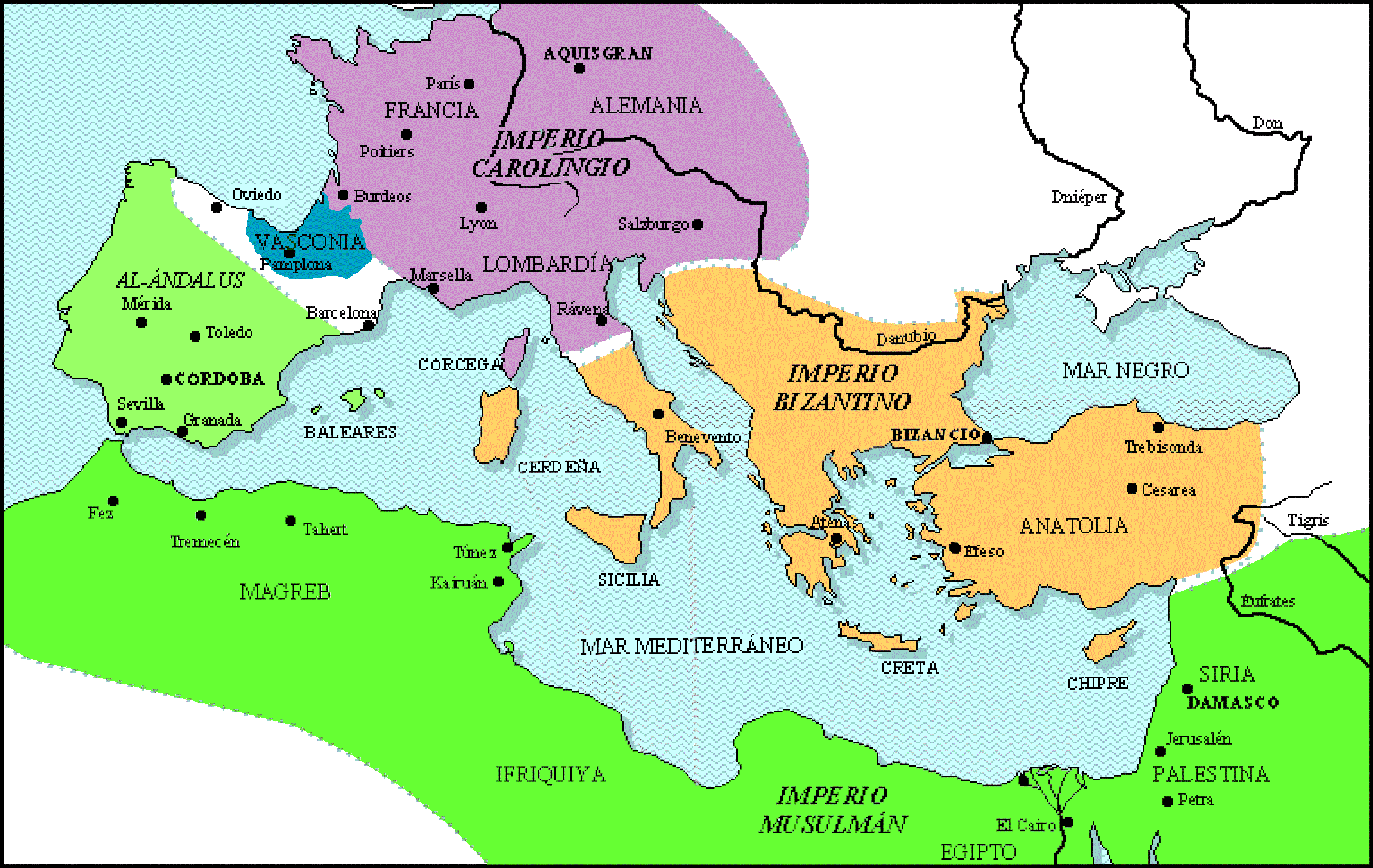
Византийская империя, Франкское государство и Арабский халифат около 800 года.

Исаври́йская дина́стия (греч. Δυναστεία των Ισαύρων; вернее — Сири́йская) — династия византийских императоров, правивших в 717—802 годах.

## История
Наименование династии — «Исаврийская» — условно и связано с прозвищем её основателя Льва III («Исавр»), хотя в действительности его род происходил не из Исаврии, а из Сирии.
При Исаврийской династии, утвердившейся после периода смут, положение Византии упрочилось. Сформировалась фемная система провинциального управления, основанная на налоговых повинностях и военной службе свободного крестьянства. В основном было завершено подчинение славянских поселенцев в Македонии, Греции и на Пелопоннесе.
Императоры Исаврийской династии (за исключением Ирины) успешно воевали с арабами и болгарами. Укрепляя единство многоплемённой империи, в ходе борьбы с иконопочитанием имперская власть конфисковывала богатства церкви и монастырей.

## Правители
Представители Исаврийской династии на византийском троне:
- Лев III Исавр (правил в 717—741);
- Константин V (741—775), сын Льва III;
- Артавазд (узурпатор: 742—743), муж Анны, дочери Льва III;
- Лев IV Хазар (775—780), сын Константина V;
- Константин VI Слепой (780—797), сын Льва IV;
- Ирина (797—802), вдова Льва IV, мать Константина VI.

## Генеалогия
```
Лев III Исавр
 (675/85-741), визант. император (717—741)    

X 
Мария

│
├─>
Анна (705/10-после 772)

│  X 
Артавазд
 (ок.683-пос. 743), визант. император (742—743)(узурпатор)

│  │ 
│  ├─>
Никифор (ум. после 743), соправитель отца (742—743)(узурпатор) 

│  │
│  ├─>
Никита (ум. после 743), стратиг фемы Армениак.

│  │
│  ├─>
сын (ум. после 743)

│  │ 
│  ├─>
сын/дочь (ум. после 743)

│  │
│  ├─>
сын/дочь (ум. после 743) 

│  │
│  ├─>
сын/дочь (ум. после 743) 

│  │
│  ├─>
сын/дочь (ум. после 743)

│  │
│  ├─>
сын/дочь (ум. после 743) 

│  │ 
│  ├─>
дочь (ум. после 743) 

│  
├─>
Константин V Копроним
 (718—775), визант. император (741—775)  

│  X 1) 
Чичак
 (Ирина) Хазарская (ок.720-750/51)

│  X 2) 
Мария (ум.751/52)

│  X 3) 
Евдокия (ум.после 770)

│  │
│  ├─1>
Лев IV Хазар
 (750-780), визант. император (775-780)

│  │  X 
Ирина
 (ок.752-803), визант. императрица (797-802)

│  │  │ 
│  │  ├─>
Константин VI Слепой
 (771-797/806), визант. император (780-797)

│  │     X 1) 
Мария Амнийская
 (771/72-после 823)

│  │     X 2) 
Феодота (780-после 797)

│  │     │
│  │     ├─1>
Ирина (789/91-после 796) 

│  │     │
│  │     ├─1>
Евфросиния
 (790/92-после 836)

│  │     │   X 
Михаил II Травл
[
1
]
(ок.772-829), визант. император(820-829) 

│  │     │
│  │     ├─2>
Лев (796-797)

│  │     │
│  │     ├─2>
Константин (797/98-после 802)

│  │     
│  ├─3>
Христофор (ок.754-после 812), цезарь    

│  │    
│  ├─3>
Никифор (757-после 812), цезарь   

│  │    
│  ├─3>
Анфуса Омонийская
 (757—809), сестра-близнец Никифора. 

│  │     
│  ├─3>
Никита (763-после 812), нобилиссим   

│  │    
│  ├─3>
Анфим (768/69-после 812), нобилиссим   

│  │   
│  ├─3>
Евдоким (769/74-после 812), нобилиссим

│    
├─>
Космо
    
│
├─>
Ирина
```